# جوسيرو
جوسيرو هو اسم شركة كانت تقوم بتصنيع آلة عصير الفواكه والخضروات. وكان يطلق على منتجات الشركة اسم جوسيرو برس، وهي عبارة عن عصارة متصلة بشبكة -WiFi تستخدم حزم من الفواكه والخضراوات التي يتم بيعها قبل عصرها والتي تباع حصريًا من قبل الشركة عن طريق الاشتراك. وفي عام 2014 تلقت الشركة التي كان مقرها سان فرانسيسكو 120 مليون دولار كرأس مال استثماري لبدء التشغيل، وشمل المستثمرين شركة كلاينر بيركنز، والفابات.
وفي 1 سبتمبر 2017 ، أعلنت الشركة أنها ستعلق مبيعات العصارة والحزم، وإعادة شراء العصارة من عملائها، والبحث عن مشترٍ للشركة وملكيتها الفكرية.